# La Chapelle-Saint-Ouen
Pour les articles homonymes, voir La Chapelle.
La Chapelle-Saint-Ouen est une commune française située dans le département de la Seine-Maritime en région Normandie.

## Géographie

### Communes limitrophes
| Bois-Guilbert |                        | Sigy-en-Bray  |
| Rebets        | La Chapelle-Saint-Ouen | La Hallotière |
|               | Le Héron               | Sigy-en-Bray  |

### Hydrographie
La commune est située dans le bassin Seine-Normandie. Elle n'est drainée par aucun cours d'eau,.

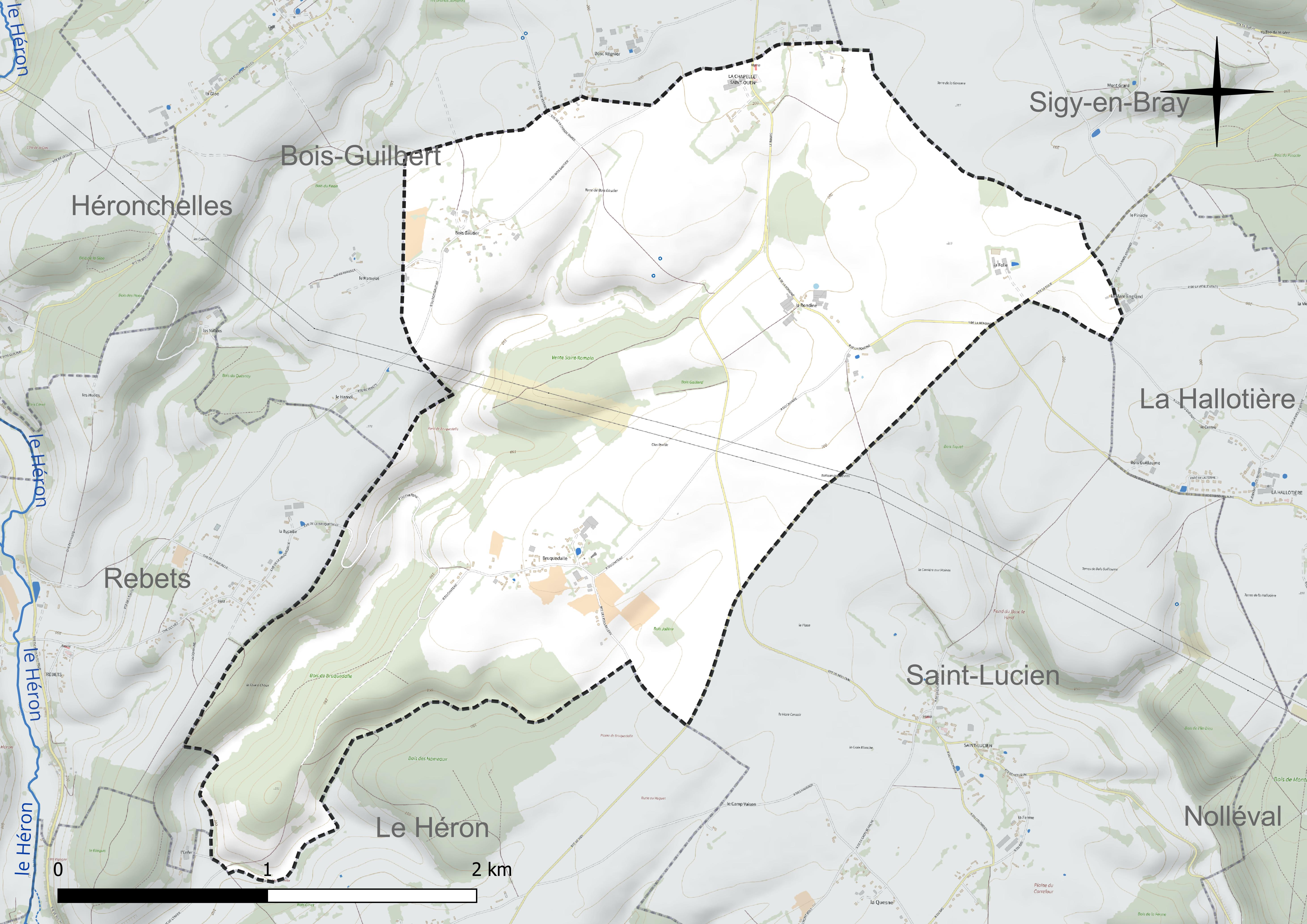
Réseau hydrographique de la Chapelle-Saint-Ouen.

### Climat
Pour des articles plus généraux, voir Climat de la Normandie et Climat de la Seine-Maritime.
En 2010, le climat de la commune est de type climat océanique altéré, selon une étude du CNRS s'appuyant sur une série de données couvrant la période 1971-2000. En 2020, Météo-France publie une typologie des climats de la France métropolitaine dans laquelle la commune est exposée à un climat océanique et est dans la région climatique Côtes de la Manche orientale, caractérisée par un faible ensoleillement (1 550 h/an) ; forte humidité de l’air (plus de 20 h/jour avec humidité relative > 80 % en hiver), vents forts fréquents. Parallèlement le GIEC normand, un groupe régional d’experts sur le climat, différencie quant à lui, dans une étude de 2020, trois grands types de climats pour la région Normandie, nuancés à une échelle plus fine par les facteurs géographiques locaux. La commune est, selon ce zonage, exposée à un « climat contrasté des collines », correspondant au Pays de Bray, bien arrosé et frais.
Pour la période 1971-2000, la température annuelle moyenne est de 9,7 °C, avec une amplitude thermique annuelle de 14,2 °C. Le cumul annuel moyen de précipitations est de 827 mm, avec 12,9 jours de précipitations en janvier et 8,8 jours en juillet. Pour la période 1991-2020, la température moyenne annuelle observée sur la station météorologique la plus proche, située sur la commune de Forges-les-Eaux à 12 km à vol d'oiseau, est de 10,7 °C et le cumul annuel moyen de précipitations est de 860,1 mm,. Pour l'avenir, les paramètres climatiques de la commune estimés pour 2050 selon différents scénarios d’émission de gaz à effet de serre sont consultables sur un site dédié publié par Météo-France en novembre 2022.

## Urbanisme

### Typologie
Au 1er janvier 2024, La Chapelle-Saint-Ouen est catégorisée commune rurale à habitat très dispersé, selon la nouvelle grille communale de densité à sept niveaux définie par l'Insee en 2022.
Elle est située hors unité urbaine. Par ailleurs la commune fait partie de l'aire d'attraction de Rouen, dont elle est une commune de la couronne,. Cette aire, qui regroupe 317 communes, est catégorisée dans les aires de 200 000 à moins de 700 000 habitants,.

### Occupation des sols
L'occupation des sols de la commune, telle qu'elle ressort de la base de données européenne d’occupation biophysique des sols Corine Land Cover (CLC), est marquée par l'importance des territoires agricoles (79,5 % en 2018), en augmentation par rapport à 1990 (78,1 %). La répartition détaillée en 2018 est la suivante : 
terres arables (48,7 %), prairies (30,8 %), forêts (20,5 %). L'évolution de l’occupation des sols de la commune et de ses infrastructures peut être observée sur les différentes représentations cartographiques du territoire : la carte de Cassini (XVIIIe siècle), la carte d'état-major (1820-1866) et les cartes ou photos aériennes de l'IGN pour la période actuelle (1950 à aujourd'hui).

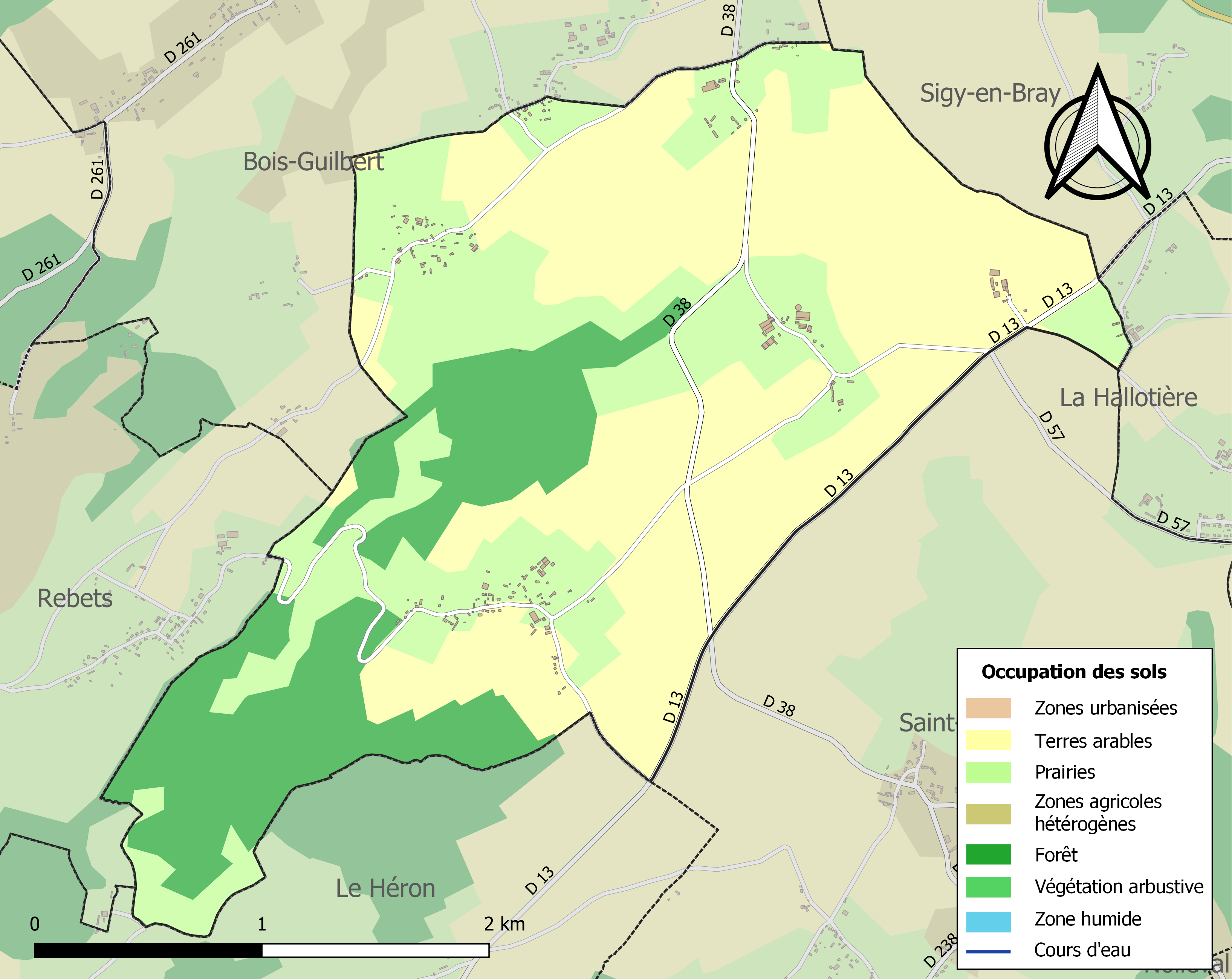
Carte des infrastructures et de l'occupation des sols de la commune en 2018 (CLC).

## Toponymie
La commune de la Chapelle-Saint-Ouen est issue de la fusion en 1863 des communes de La Chapelle-Saint-Ouen, de Bois-Gautier et de Bruquedalle.
Forme latinisée Capellam Sancti Audoeni entre 1185 et 1189. L'hagionyme Saint Ouen fait référence à l'archevêque de Rouen au VIIe siècle.
Normalement au nord de la ligne Joret, on attendrait la forme normanno-picarde capelle comme pour Capelle-les-Grands dans le département de l'Eure.
De même, le nom du hameau, Bois-Gautier (Bosco Gauteri vers 1240), ancienne paroisse et commune, est attesté sous sa forme française, alors que la forme normande *Bosc-Vautier n'est pas employée.
Le nom du hameau, Bruquedalle (Brokedale entre 1185 et 1189)), ancienne paroisse et commune, est un toponyme anglo-scandinave composé du vieil anglais brōc, ruisseau et du vieil anglais dæl ou vieux norrois dalr, vallée. Le terme dalle subsiste dans le normand dalle , évier, passé en français au sens actuel.

## Histoire
La commune de La Chapelle-Saint-Ouen est issue de la fusion en 1863 de La Chapelle-Saint-Ouen, Bois-Gautier et Bruquedalle.

## Politique et administration
| Période                                  | Période                    | Identité             | Étiquette | Qualité                                                                            |
| ---------------------------------------- | -------------------------- | -------------------- | --------- | ---------------------------------------------------------------------------------- |
| Les données manquantes sont à compléter. |                            |                      |           |                                                                                    |
| 1890                                     | mai 1900                   | Eugène de Stabenrath |           | Baron, Capitaine d'État-major Chevalier de la Légion d'honneur                     |
| mai 1904                                 | 1911                       | Eugène de Stabenrath |           | Baron, Capitaine d'État-major Chevalier de la Légion d'honneur Décédé en fonctions |
| mars 1965                                | mars 1989                  | Émile Becquart       | SE        |                                                                                    |
| mars 2001                                |                            | Claude Drely         |           |                                                                                    |
| Les données manquantes sont à compléter. |                            |                      |           |                                                                                    |
| 2014                                     | En cours (au 10 août 2020) | M. Dominique Camus   |           | Brasseur Réélu pour le mandat 2020-2026                                            |

## Population et société

### Démographie
L'évolution du nombre d'habitants est connue à travers les recensements de la population effectués dans la commune depuis 1793. Pour les communes de moins de 10 000 habitants, une enquête de recensement portant sur toute la population est réalisée tous les cinq ans, les populations de référence des années intermédiaires étant quant à elles estimées par interpolation ou extrapolation. Pour la commune, le premier recensement exhaustif entrant dans le cadre du nouveau dispositif a été réalisé en 2005.

En 2022, la commune comptait 143 habitants, en évolution de +13,49 % par rapport à 2016 (Seine-Maritime : +0,35 %, France hors Mayotte : +2,11 %).
| 1793 | 1800 | 1806 | 1821 | 1831 | 1836 | 1841 | 1846 | 1851 |
| ---- | ---- | ---- | ---- | ---- | ---- | ---- | ---- | ---- |
| 88   | 66   | 69   | 89   | 73   | 75   | 68   | 55   | 71   |

| 1856 | 1861 | 1866 | 1872 | 1876 | 1881 | 1886 | 1891 | 1896 |
| ---- | ---- | ---- | ---- | ---- | ---- | ---- | ---- | ---- |
| 66   | 154  | 198  | 193  | 162  | 176  | 178  | 167  | 163  |

| 1901 | 1906 | 1911 | 1921 | 1926 | 1931 | 1936 | 1946 | 1954 |
| ---- | ---- | ---- | ---- | ---- | ---- | ---- | ---- | ---- |
| 170  | 146  | 158  | 151  | 140  | 140  | 157  | 138  | 135  |

| 1962 | 1968 | 1975 | 1982 | 1990 | 1999 | 2005 | 2006 | 2010 |
| ---- | ---- | ---- | ---- | ---- | ---- | ---- | ---- | ---- |
| 108  | 105  | 78   | 71   | 76   | 72   | 81   | 86   | 99   |

| 2015 | 2020 | 2022 | - | - | - | - | - | - |
| ---- | ---- | ---- | - | - | - | - | - | - |
| 123  | 137  | 143  | - | - | - | - | - | - |

### Manifestations culturelles et festivités
Le festival North’Fest, organisé par la brasserie Northmaen de la commune, ainsi que North’s Fest et Thor Park, avec son village Viking , dont la 19e édition a eu lieu les 8 et 9 juin 2019

## Économie
La brasserie Northmaen, dirigée par Dominique Camus, artisan-agriculteur-brasseur, produit 550 000 litres de bières, ainsi que des whisky normands,.

## Culture locale et patrimoine

### Lieux et monuments

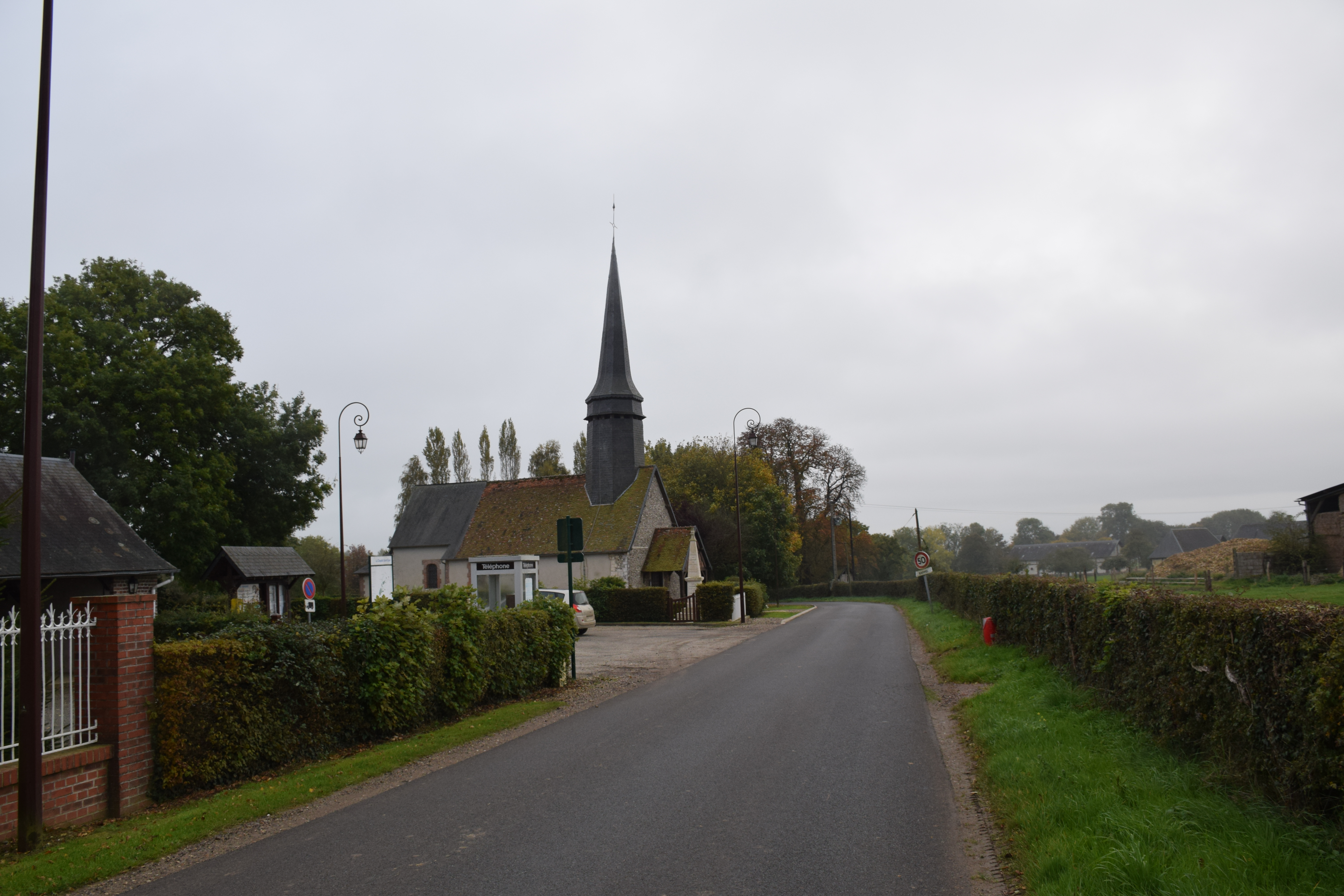
L'église.

- Château de Bruquedalle (XVIIe remanié début XXe)
- Église de Bruquedalle (reconstruite en 1773 en raison d'un incendie).
- Manoir de La Chapelle-Saint-Ouen et son manège hexagonal.
- Chapelle de la Chapelle-Saint-Ouen.

### Personnalités liées à la commune
- Baron Jean Marie Eléonor Léopold de Stabenrath (1770-1853), Général de brigade de l'Empire[27], mort un château de  Bruquedalle, commandeur de la Légion d'honneur, chevalier de l'ordre royal de Saint-Louis[pourquoi ?]